# Robertson (ort i Australien, New South Wales)
Robertson är en ort i Australien. Den ligger i kommunen Wingecarribee och delstaten New South Wales, i den sydöstra delen av landet, omkring 99 kilometer sydväst om delstatshuvudstaden Sydney. Antalet invånare är 1 206.
Närmaste större samhälle är Albion Park Rail, omkring 19 kilometer öster om Robertson.
I omgivningarna runt Robertson växer i huvudsak städsegrön lövskog. Runt Robertson är det ganska tätbefolkat, med 72 invånare per kvadratkilometer. Genomsnittlig årsnederbörd är 1 352 millimeter. Den regnigaste månaden är februari, med i genomsnitt 211 mm nederbörd, och den torraste är juli, med 36 mm nederbörd.